# سازمان مبارزه با مواد مخدر اسرائیل
سازمان مبارزه با مواد مخدر اسرائیل (انگلیسی: Israel Anti-Drug Authority) یا مرجع ملی اسرائیل برای ایمنی جامعه (عبری: הרשות הלאומית לביטחון קהילתי‎) یک آژانس مجری قانون دولتی اسرائیل با اختیارات اجرایی است که مسئولیت تدوین سیاست‌های ایالتی، مقررات قانونی، کنترل و نظارت در مبارزه با قاچاق مواد مخدر، مواد روانگردان و پیش‌سازهای آنها را بر عهده دارد.

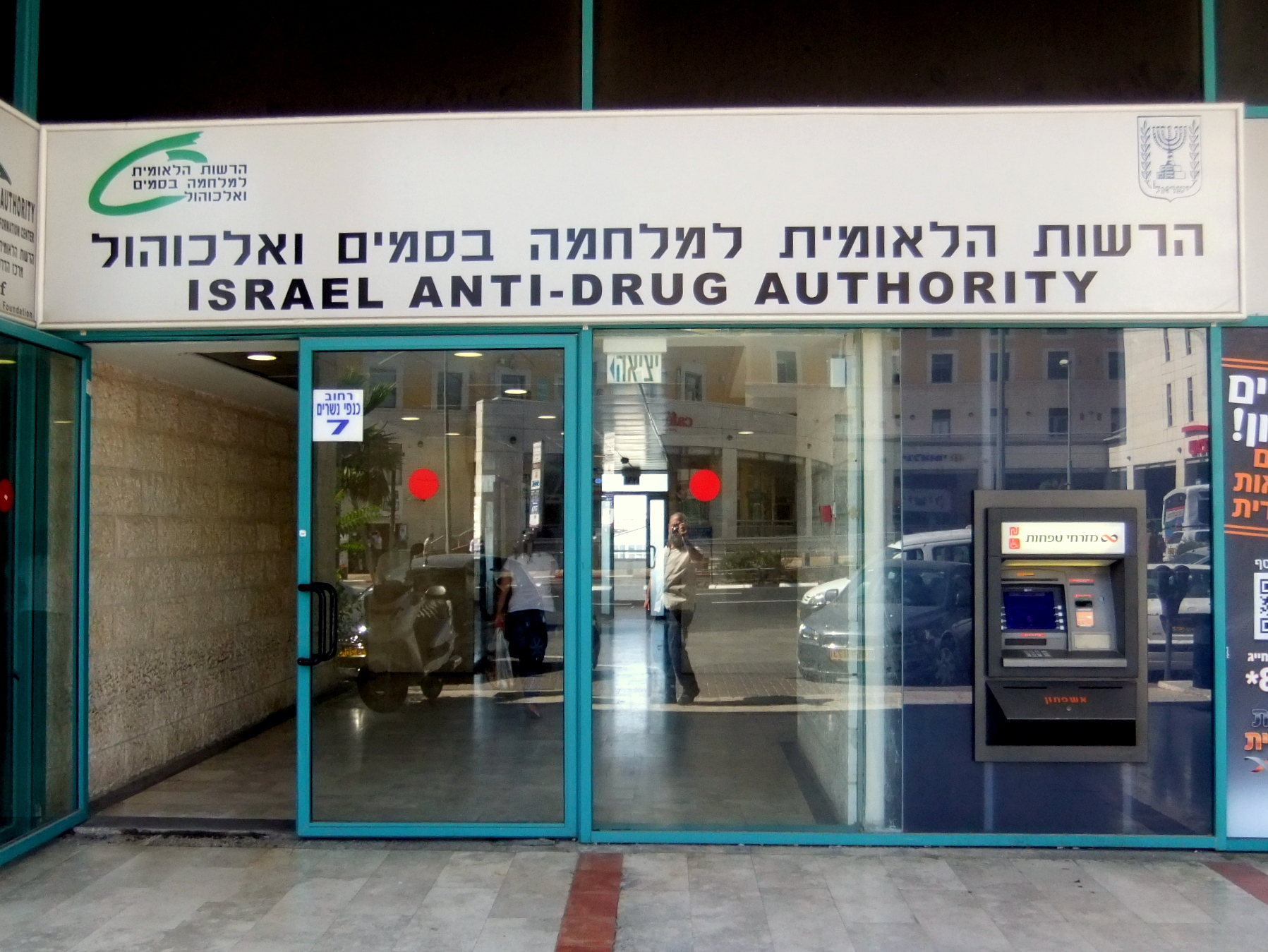
دفتر سازمان مبارزه با مواد مخدر اسرائیل در اورشلیم